# Leioproctus cyaneorufus
Leioproctus cyaneorufus is een vliesvleugelig insect uit de familie Colletidae. De wetenschappelijke naam van de soort is voor het eerst geldig gepubliceerd in 1930 door Cockerell.